# Diopsiulus parvulus
Diopsiulus parvulus är en mångfotingart som beskrevs av Filippo Silvestri 1899. Diopsiulus parvulus ingår i släktet Diopsiulus och familjen Stemmiulidae. Inga underarter finns listade i Catalogue of Life.